# .hr
hr. دامنه اینترنتی اختصاص داده شده به کرواسی است.